# Gruta das Canárias
A Gruta das Canárias é uma gruta portuguesa localizada na freguesia de São Roque, concelho de São Roque do Pico, ilha do Pico, arquipélago dos Açores.
Esta cavidade apresenta uma geomorfologia de origem vulcânica em de tubo de lava localizado em encosta. Apresenta uma largura máxima de 10.2 m e uma altura também máxima de 3.6 m.